# 11997 Fassel
11997 Fassel (1995 YU9) là một tiểu hành tinh vành đai chính được phát hiện ngày 18 tháng 12 năm 1995 bởi Spacewatch ở Kitt Peak.